# Valleroy (Doubs)
Valleroy település Franciaországban, Doubs megyében. Lakosainak száma 144 fő (2022. január 1.). Valleroy Cirey, Thurey-le-Mont, Rigney és Chambornay-lès-Bellevaux községekkel határos.

## Népesség
A település népessége az elmúlt években az alábbi módon változott:
| Lakosok száma | 36   | 55   | 75   | 98   | 155  | 163  | 156  | 142  | 143  | 144  |
|               | 1968 | 1982 | 1990 | 2006 | 2013 | 2015 | 2017 | 2019 | 2020 | 2022 |